# Supercoppa cipriota 2023 (pallavolo maschile)
La Supercoppa cipriota 2023, 30ª edizione della Supercoppa nazionale di pallavolo maschile, si è svolta il 15 ottobre 2023: al torneo hanno partecipato due squadre di club cipriote e la vittoria finale è andata per l'ottava volta all'Omonia.

## Formula
La formula ha previsto una gara unica.

## Squadre partecipanti
| Squadra    | Qualificazione                                         |
| ---------- | ------------------------------------------------------ |
| Anorthōsīs | Finalista Coppa di Cipro 2022-23                       |
| Omonia     | Vincitrice Coppa di Cipro 2022-23/A' katīgoria 2022-23 |

## Torneo
| 15 ottobre 2023 Centrum Sportu Kition, Larnaca Durata: 1h:50 - Spettatori: 600 | Omonia | 3 - 1 | Anorthōsīs | 15-25, 25-22, 25-22, 25-22 |